# Banque LBLux
Die Banque LBLux S. A. war ein 100%iges Tochterunternehmen der BayernLB mit Sitz in Luxemburg. Sie wurde im Juni 1973 nach luxemburgischem Recht als Société Anonyme (S. A.) gegründet. Im Rahmen eines EU-Beihilfeverfahrens der BayernLB wurde die Veräußerung der Bank durch ein Bieterverfahren eingeleitet. Im Dezember 2013 wurde bekannt, dass die Bayerische Landesbank das Privatkundengeschäft des Instituts an die Privatbank Banque de Luxembourg verkaufte. Die Übertragung der Konten und Depots zur Banque de Luxembourg erfolgte zum 31. Mai 2014. Das Kreditportfolio wurde zum 1. Juli 2014 zur BayernLB nach München übertragen. Das Depotbankgeschäft wurde Ende 2014 auf andere Depotbanken in Luxemburg übertragen. Zum 1. April 2015 wurde das Liquidationsverfahren über die Banque LBLux eröffnet und die Banklizenz zurückgegeben. Die Firma wurde daraufhin geändert in „Banque LBLux in Liquidation“.
Der Schwerpunkt der Geschäftsaktivitäten lag im internationalen Private Banking & Wealth Management sowie im Corporate Banking für den Benelux-Raum. Sie war eine auf das Kundengeschäft fokussierte, international ausgerichtete Eurobank. Darüber hinaus war die Banque LBLux ein Service-Anbieter für verschiedene Stützpunkte des BayernLB-Konzerns und für in Luxemburg ansässige (Konzern-)Gesellschaften. Außerdem war sie zudem als Depotbank tätig, so z. B. für die von der BayernInvest Luxembourg S. A. administrierten Fonds. Es wurde eine konservative Geschäfts- und Risikopolitik verfolgt.

## Geschichte
1973 wurde die Bayerische Landesbank International S. A. (Bayernlux), die heutige Banque LBLux, mit den Geschäftsfeldern Eurokreditgeschäft, Geld- und Devisenhandel sowie Wertpapierhandel gegründet. Ab 1981 begann man, einen Privatkundenbereich aufzubauen. Dieser fokussierte sich zunächst nur auf Deutschland und Belgien. 1986 bezog die Bank auf dem Boulevard Royal in Luxemburg ihr erstes eigenes Gebäude. 1989 schließlich wurde ein eigenes Firmenkundengeschäft aufgebaut. Im gleichen Jahr übernahm die Banque LBLux außerdem die regionale Zuständigkeit für den Raum Benelux für den Konzern der BayernLB. Zwei Jahre später, 1991, gründete die Bayernlux ihre eigene Fondsgesellschaft, die Bayernlux Management Company S. A. (heute BayernInvest Luxembourg S. A).
1994 bezog man den Sitz des Unternehmens in der Rue Jean Monnet am Kirchberg. Durch die Fusion der Bayerischen Landesbank International S. A. und der Helaba Luxembourg – Landesbank Hessen-Thüringen S. A. entstand 2001 die LBLux S. A. Im gleichen Jahr wurde die Fondsgesellschaft an die BayernLB nach München verkauft. 2002 erfolgte die Umbenennung in Banque LBLux S. A. Bis 2009 waren die Bayerische Landesbank und die Landesbank Hessen-Thüringen (Helaba) Anteilseigner der Banque LBLux. Durch eine Neuordnung der Anteilsverhältnisse an den Luxemburger und Schweizer Tochtergesellschaften wurde die BayernLB ab dem 21. Dezember 2009 alleinige Aktionärin der LBLux. Die Banque LBLux verwaltete auch das Produktangebot in der professionellen Vermögensverwaltung für Sparkassen.

## Geschäftsbereiche
Die Banque LBLux gliederte sich in die folgenden Geschäftsbereiche:

### Private Banking & Wealth Management International
Im Bereich Private Banking & Wealth Management International wurden Privatpersonen in der Verwaltung ihres Vermögens beraten und unterstützt. Die Bank vertrieb verschiedene Produkte und Dienstleistungen zum Thema Anlageberatung, Vermögensverwaltung sowie Finanz- und Vermögensplanung. Dabei arbeitete sie eng mit Sparkassen, eigenständigen Vermögensverwaltern und Family Offices zusammen, je nach Kundengruppe nach deutschem und/oder luxemburgischem Recht. Die Banque LBLux bot im Bereich Finanz- und Vermögensplanung auch generationenübergreifende Dienstleistungen an.

### Corporate Banking
Im Firmenkundengeschäft fokussierte sich die Banque LBLux auf den Benelux-Raum und richtete sich primär an den gehobenen Mittelstand (Unternehmen mit einem Umsatz von 100 Mio. bis 1 Mrd. Euro), lokale und multinationale Großkunden (Unternehmen mit einem Umsatz von 1 bis 5 Mrd. Euro), börsennotierte Gesellschaften (mit einem Umsatz von mehr als 5 Mrd. Euro), gewerbliche Immobilien-, Export- und Projektfinanzierungskunden sowie Institutionen und Finanzdienstleister aus den Benelux-Ländern. Dabei betätigte sie sich zum Beispiel bei Unternehmensfinanzierungen, kundenbezogenen Akquisitionsfinanzierungen, Projektfinanzierungen (PPP / Public Private Partnerships), Leasingtransaktionen, Immobilienfinanzierungen (Objekt- und Fondsfinanzierungen), Anlage- und Handelsprodukte zum Zins- und Währungsmanagement. In Zusammenarbeit mit der BayernLB war sie bei Exportfinanzierungen mit ECA-Deckung Benelux, Treasuryprodukten über eigenen Handelsraum und Kapitalmarktprodukten aktiv. Im Kreditgeschäft war die LBLux viele Jahre das einzige in Luxemburg ansässige Kreditinstitut deutscher Herkunft mit breit angelegter Corporate Banking Direktgeschäftsphilosophie für den Benelux-Raum.

### Treasury
Der Bereich Treasury unterstützte die Kundenbereiche Private und Corporate Banking. So wurde für Privatkunden Kommissionshandel betrieben, für Firmenkunden die Sales Funktion. Außerdem lag ein Fokus auf dem Liquiditätsmanagement. Bis 12 Monate wurden Zinsinkongruenzen aktiv gemanagt.

## Kulturelles Engagement
Ab dem Jahr 2009 war die Banque LBLux einer der Förderer des Musée d’Art Moderne Grand-Duc Jean (MUDAM). Außerdem besaß die Bank eine umfangreiche Sammlung aus Werken der zeitgenössischen Kunst von deutschen Künstlern der jüngeren und mittleren Generation. Diese wurde regelmäßig in Ausstellungen und bei Private Art Kirchberg einem breiten Publikum zugänglich gemacht.